# Occidozyga vittatus
Occidozyga vittatus é uma espécie de anfíbio da família Ranidae.
É endémica do Vietname.
Os seus habitats naturais são: rios, pântanos, marismas de água doce e marismas intermitentes de água doce.